# Peyrens
Peyrens é uma comuna francesa na região administrativa de Occitânia, no departamento de Aude. Estende-se por uma área de 4,77 km². Em 2010 a comuna tinha 503 habitantes (densidade: 105,5 hab./km²).